# Il fiore delle Mille e una notte
Il fiore delle Mille e una notte is een Italiaanse dramafilm uit 1974 onder regie van Pier Paolo Pasolini.
De film is het laatste deel in Pasolini's "Trilogie van het Leven". De film is gebaseerd op de Sprookjes van duizend-en-een nacht.
Pasolini's opvolgende project was zijn "Trilogie van de Dood". Alleen de eerste film in deze trilogie is tot stand gekomen; de film Salò of de 120 dagen van Sodom.

## Rolverdeling
| Acteur                    | Personage       |
| ------------------------- | --------------- |
| Ninetto Davoli            | Prins Aziz      |
| Franco Citti              | Demon           |
| Franco Merli              | Nur Ed Din      |
| Tessa Bouché              | Aziza           |
| Ines Pellegrini           | Zumurrud        |
| Margareth Clémenti        | Moeder van Aziz |
| Luigina Rocchi            | Budur           |
| Alberto Argentino         | Prins Shahzmah  |
| Francesco Paolo Governale | Prins Tagi      |
| Salvatore Sapienza        | Prins Yunan     |
| Zeudi Biasolo             | Zeudi           |
| Elisabetta Genovese       | Munis           |